# Кинонаграда MTV за лучший испуг
Список лауреатов и номинантов кинонаграды MTV в категории Лучший испуг:
| Церемония | Год церемонии | Лауреат                                          | Номинанты |
| --------- | ------------- | ------------------------------------------------ | --- |
| 14-я      | 2005          | Дакота Фэннинг — «Игра в прятки»                 | - Кэри Элвес — «Пила: Игра на выживание» - Дженнифер Тилли — «Потомство Чаки» - Сара Мишель Геллар — «Проклятие» - Mýa — «Оборотни»                                                        |
| 15-я      | 2006          | Дженнифер Карпентер — «Шесть демонов Эмили Роуз» | - Дакота Фэннинг — «Война миров» - Рэйчел Николс — «Ужас Амитивилля» - Пэрис Хилтон — «Дом восковых фигур» - Дерек Ричардсон — «Хостел»                                                    |
| 19-я      | 2010          | Аманда Сейфрид — «Тело Дженнифер»                | - Шарлто Копли — «Район № 9» - Джесси Айзенберг — «Добро пожаловать в Зомбилэнд» - Кэти Фезерстон — «Паранормальное явление» - Элисон Ломан — «Затащи меня в Ад»                           |
| 20-я      | 2011          | Эллен Пейдж — «Начало»                           | - Эшли Белл — «Последнее изгнание дьявола» - Минка Келли — «Соседка по комнате» - Джессика Зор — «Пираньи 3D»                                                                              |
| 22-я      | 2013          | Сурадж Шарма — «Жизнь Пи»                        | - Александра Даддарио — «Техасская резня бензопилой 3D» - Дженнифер Лоуренс — «Дом в конце улицы» - Джессика Честейн — «Цель номер один» - Мартин Фримен — «Хоббит: Нежданное путешествие» |
| 23-я      | 2014          | Брэд Питт — «Война миров Z»                      | - Итан Хоук — «Судная ночь» - Джессика Честейн — «Мама» - Роуз Бирн — «Астрал: Глава 2» - Вера Фармига — «Заклятие»                                                                        |
| 24-я      | 2015          | Дженнифер Лопес — «Поклонник»                    | - Аннабелль Уоллис — «Проклятие Аннабель» - Дилан О'Брайен — «Бегущий в лабиринте» - Розамунд Пайк— «Исчезнувшая» - Зак Гилфорд — «Судная ночь 2»                                          |
| 27-я      | 2018          | Ноа Шнапп — «Очень странные дела»                | - Талита Бейтман — «Проклятие Аннабель: Зарождение зла» - Эмили Блант — «Тихое место» - София Лиллис — «Оно» - Кристин Милиоти — «Чёрное зеркало»                                          |
| 28-я      | 2019          | Сандра Буллок — «Птичий короб»                   | - Алекс Вулфф — «Реинкарнация» - Линда Карделлини — «Проклятие плачущей» - Райан Риз — «Хэллоуин» - Виктория Педретти — «Призрак дома на холме»                                            |
| 29-я      | 2021          | Виктория Педретти — «Призраки усадьбы Блай»      | - Симона Браун — «В её глазах» - Элизабет Мосс — «Человек-невидимка» - Джерни Смоллетт — «Страна Лавкрафта» - Винс Вон — «Дичь»                                                            |
| 30-я      | 2022          | Дженна Ортега — «Крик»                           | - Миа Гот — «X» - Кайл Ричардс — «Хэллоуин убивает» - Миллисент Симмондс — «Тихое место 2» - Сэди Синк — «Улица страха. Часть вторая: 1978»                                                |